# (6827) Вомбат
(6827) Вомбат (лат. Wombat) — астероид главного пояса, который был открыт 27 сентября 1990 года японским астрономом-любителем Такэси Урата в обсерватории Нихондаира и назван в честь вомбата — небольшого сумчатого животного, обитающего в Австралии.

Орбита астероида Вомбат и его положение в Солнечной системе